# Беляев, Николай Семёнович (краевед)
Николай Семёнович Беляев (14 мая 1925 — 30 августа 2004) — советский и украинский педагог, краевед. Заслуженный учитель УССР (1989). Почётный член Всеукраинского союза краеведов Украины. Почётный гражданин Богодухова (1996) и Богодуховского района (2013, посмертно).

## Биография
Родился 14 мая 1925 года в селе Землянки (Донецкая область).
Участвовал в Великой Отечественной войне. Награждён орденом Отечественной войны II степени (1985) и медалью «За отвагу».
В 1949—1954 годах учился на историческом факультете Харьковского государственного университета имени А. М. Горького. После окончания был направлен учителем в богодуховскую среднюю школу № 2. С 1955 по 1965 год был её директором. В 1965—1985 годах возглавлял педагогический коллектив богодуховской средней школы № 1 (ныне — богодуховская гимназия № 1). Благодаря его труду школа стала лучшей в районе. С 1975 года учебное заведение является ассоциированной школой ЮНЕСКО. Один из организаторов Богодуховского районного краеведческого музея, с 1985 по 2002 год — его директор.
В течение 1950-х — 1980-х годов Беляев вместе с учениками совершил около 60 экспедиций, во время которых открыто 12 археологических памятников. Среди мероприятий, которые проводил педагог — туристические путешествия и экскурсии, походы по местам казацкой и боевой славы, встречи с иностранными студентами, которые учились в Харькове. Один из первых исследователей Голодомора 1932—1933 годов на Харьковщине.
Автор многочисленных (свыше 200) статей в «Книге памяти», в местной прессе, очерка о городе Богодухов в томе «История городов и сёл Украинской ССР. Харьковская область». Соавтор нескольких монографий, среди которых: «Наш край — Богодухивщина» (1993), «Криница света и добра: Очерки о людях, чьи судьбы связаны с Богодухивщиной» (2002).
Награждён Орденом «За заслуги» III степени (1997).
В 2007 году на здании Богодуховского районного краеведческого музея была открыта мемориальная доска в честь Беляева.